# K.Hosahalli, Channarayapatna
K.Hosahalli là một làng thuộc tehsil Channarayapatna, huyện Hassan, bang Karnataka, Ấn Độ.